# Џонсон Сити (Тексас)
Џонсон Сити (енгл. Johnson City) град је у америчкој савезној држави Тексас. Налази се у округу Бланко, чије је седиште. По попису становништва из 2010. у њему је живело 1.656 становника.

## Демографија
Према попису становништва из 2010. у граду је живело 1.656 становника, што је 465 (39,0%) становника више него 2000. године.
| Група             | 2000.       | 2010.         |
| Белци             | 931 (78,2%) | 1.217 (73,5%) |
| Афроамериканци    | 0 (0,0%)    | 13 (0,8%)     |
| Азијати           | 2 (0,2%)    | 3 (0,2%)      |
| Хиспаноамериканци | 245 (20,6%) | 399 (24,1%)   |
| Укупно            | 1.191       | 1.656         |